# 渡普镇
渡普镇，是中华人民共和国湖北省咸寧市嘉鱼县下辖的一个乡镇级行政单位。

## 行政区划
渡普镇下辖以下地区：
渡普社区、蒲圻湖村、杨家咀村、大路铺村、渡普口村、东湖村、烟墩村、净堡村和王庄村。